# كيم نير

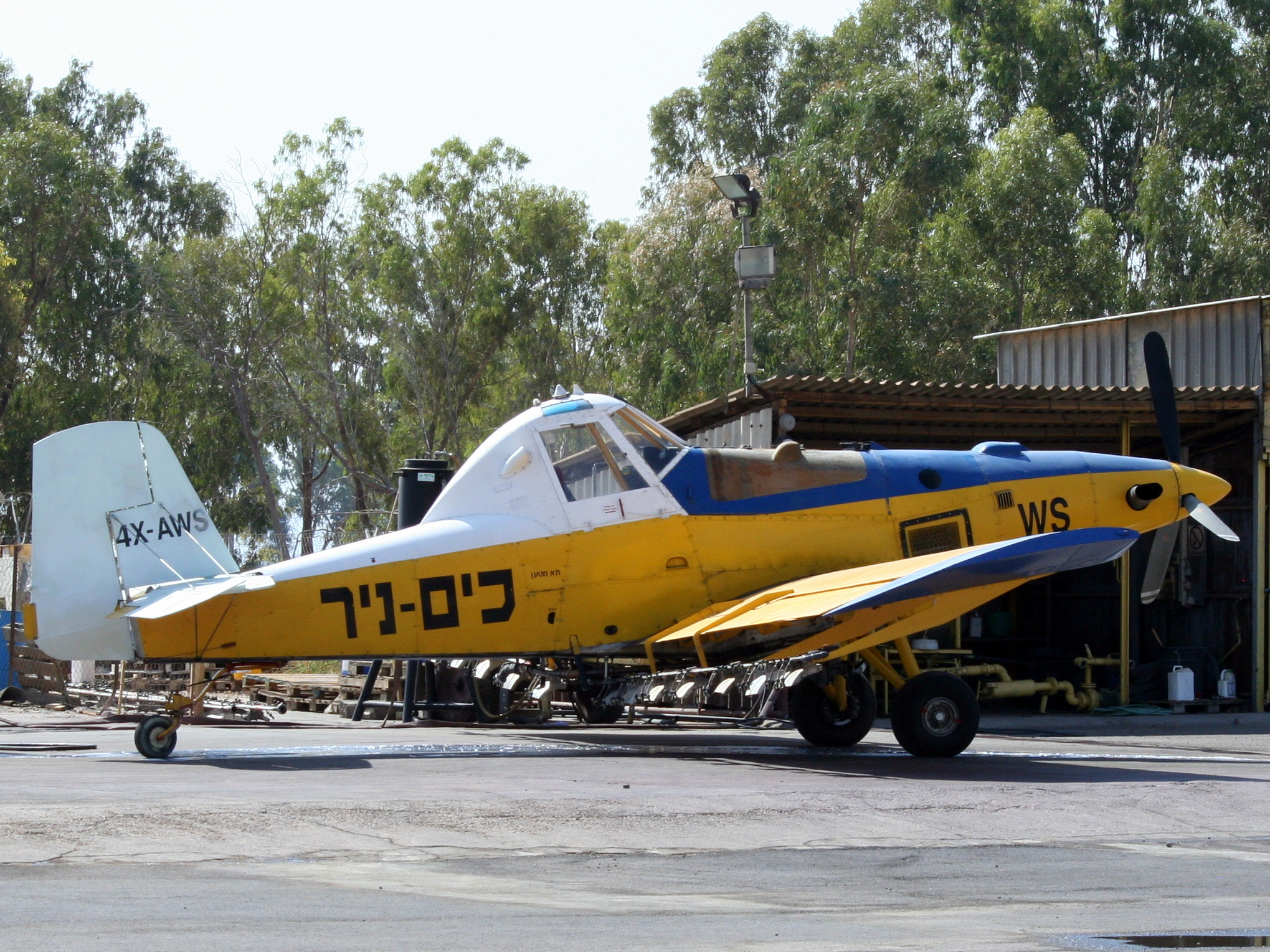
طائرة رش كيم نير

كيم نير (بالعبرية: כים ניר) هي شركة طيران إسرائيلية خاصة مقرها مطار هرتسليا. تقدم خدمات الإطفاء الجوي، والرش الجوي للمبيدات، وخدمات الطيران في مجال الإسعاف، وأيضًا الرحلات الجوية الخاصة.

## تاريخ
تأسست الشركة في عام 1949 باسم «كيم أڤير» (بالعبرية: כים אויר) وبعدها (כימאוויר) كشركة رش جوي للمبيدات على يد ڤيم ڨان لير ومجموعة من المستثمرين من الولايات المتحدة. في ديسمبر 1952 انتقلت ملكية الشركة إلى حوالي 200 كيبوتس وموشاڤ وكان يديرها المركز الزراعي كجمعية تعاونية. من بين أمور أخرى قامت الشركة برش غزو أسراب الجراد في عام 1955.
على مر السنين تطورت الشركة لتضم مجموعة متنوعة من الأنشطة في مجال الطيران لتقدم طيران تجاري للأشخاص والمعدات وإطفاء الحرائق.
في أكتوبر 2018 تقدمت بطلب لوقف الإجراءات في محكمة منطقة المركز بسبب الديون الثقيلة.
في أواخر مايو 2019 وافقت محكمة محلية على بيع مجموعة كيم نير لأنظمة إلبيط وغورين للزراعة مقابل 8.5 مليون شيكل.